# 2022-es Formula–1 francia nagydíj
A francia nagydíj volt a 2022-es Formula–1 világbajnokság tizenkettedik futama volt, amelyet 2022. július 22. és július 24. között rendeztek meg a Circuit Paul Ricard versenypályán, Le Castellet-ben. Ez volt Lewis Hamilton 300. versenye.

## Választható keverékek
| Abroncs              | Friss | Használt |
| -------------------- | ----- | -------- |
| Kemény keverék (C2)  |       |          |
| Közepes keverék (C3) |       |          |
| Lágy keverék (C4)    |       |          |
| Átmeneti esőgumi (I) |       |          |
| Teljes esőgumi (W)   |       |          |

## Szabadedzések

### Első szabadedzés
A francia nagydíj első szabadedzését július 22-én, pénteken délután tartották, magyar idő szerint 14:00-tól.
| helyezés | versenyző        | csapat/motor          | elért idő | különbség | futott kör |
| -------- | ---------------- | --------------------- | --------- | --------- | ---------- |
| 1        | Charles Leclerc  | Ferrari               | 1:33,930  | −         | 23         |
| 2        | Max Verstappen   | Red Bull-RBPT         | 1:34,021  | +0,091    | 19         |
| 3        | Carlos Sainz Jr. | Ferrari               | 1:34,268  | +0,338    | 21         |
| 4        | George Russell   | Mercedes              | 1:34,881  | +0,951    | 25         |
| 5        | Pierre Gasly     | AlphaTauri-RBPT       | 1:34,979  | +1,049    | 21         |
| 6        | Sergio Pérez     | Red Bull-RBPT         | 1:35,174  | +1,244    | 21         |
| 7        | Lando Norris     | McLaren-Mercedes      | 1:35,232  | +1,302    | 21         |
| 8        | Alexander Albon  | Williams-Mercedes     | 1:35,414  | +1,484    | 24         |
| 9        | Nyck de Vries    | Mercedes              | 1:35,426  | +1,496    | 23         |
| 10       | Daniel Ricciardo | McLaren-Mercedes      | 1:35,660  | +1,730    | 21         |
| 11       | Csou Kuan-jü     | Alfa Romeo-Ferrari    | 1:35,676  | +1,746    | 21         |
| 12       | Lance Stroll     | Aston Martin-Mercedes | 1:35,810  | +1,880    | 19         |
| 13       | Esteban Ocon     | Alpine-Renault        | 1:35,828  | +1,898    | 21         |
| 14       | Sebastian Vettel | Aston Martin-Mercedes | 1:35,851  | +1,921    | 24         |
| 15       | Fernando Alonso  | Alpine-Renault        | 1:35,875  | +1,945    | 22         |
| 16       | Mick Schumacher  | Haas-Ferrari          | 1:36,022  | +2,092    | 19         |
| 17       | Kevin Magnussen  | Haas-Ferrari          | 1:36,104  | +2,174    | 22         |
| 18       | Cunoda Júki      | AlphaTauri-RBPT       | 1:36,127  | +2,197    | 26         |
| 19       | Robert Kubica    | Alfa Romeo-Ferrari    | 1:36,332  | +2,402    | 19         |
| 20       | Nicholas Latifi  | Williams-Mercedes     | 1:37,043  | +3,113    | 23         |

### Második szabadedzés
A francia nagydíj második szabadedzését július 22-én, pénteken délután tartották, magyar idő szerint 17:00-tól.
| helyezés | versenyző        | csapat/motor          | elért idő | különbség | futott kör |
| -------- | ---------------- | --------------------- | --------- | --------- | ---------- |
| 1        | Carlos Sainz Jr. | Ferrari               | 1:32,527  | −         | 22         |
| 2        | Charles Leclerc  | Ferrari               | 1:32,628  | +0,101    | 22         |
| 3        | Max Verstappen   | Red Bull-RBPT         | 1:33,077  | +0,550    | 17         |
| 4        | George Russell   | Mercedes              | 1:33,291  | +0,764    | 20         |
| 5        | Lewis Hamilton   | Mercedes              | 1:33,517  | +0,990    | 23         |
| 6        | Lando Norris     | McLaren-Mercedes      | 1:33,607  | +1,080    | 21         |
| 7        | Pierre Gasly     | AlphaTauri-RBPT       | 1:33,906  | +1,379    | 24         |
| 8        | Kevin Magnussen  | Haas-Ferrari          | 1:33,928  | +1,401    | 24         |
| 9        | Daniel Ricciardo | McLaren-Mercedes      | 1:33,984  | +1,467    | 23         |
| 10       | Sergio Pérez     | Red Bull-RBPT         | 1:34,060  | +1,533    | 16         |
| 11       | Fernando Alonso  | Alpine-Renault        | 1:34,259  | +1,732    | 24         |
| 12       | Valtteri Bottas  | Alfa Romeo-Ferrari    | 1:34,264  | +1,737    | 27         |
| 13       | Sebastian Vettel | Aston Martin-Mercedes | 1:34,420  | +1,893    | 27         |
| 14       | Cunoda Júki      | AlphaTauri-RBPT       | 1:34,540  | +2,013    | 24         |
| 15       | Lance Stroll     | Aston Martin-Mercedes | 1:34,595  | +2,068    | 26         |
| 16       | Alexander Albon  | Williams-Mercedes     | 1:34,653  | +2,126    | 23         |
| 17       | Csou Kuan-jü     | Alfa Romeo-Ferrari    | 1:34,654  | +2,127    | 26         |
| 18       | Esteban Ocon     | Alpine-Renault        | 1:34,660  | +2,133    | 26         |
| 19       | Mick Schumacher  | Haas-Ferrari          | 1:35,195  | +2,668    | 22         |
| 20       | Nicholas Latifi  | Williams-Mercedes     | 1:35,412  | +2,885    | 27         |

### Harmadik szabadedzés
A francia nagydíj harmadik szabadedzését július 23-án, szombaton délután tartották, magyar idő szerint 13:00-tól.
| helyezés | versenyző        | csapat/motor          | elért idő | különbség | futott kör |
| -------- | ---------------- | --------------------- | --------- | --------- | ---------- |
| 1        | Max Verstappen   | Red Bull-RBPT         | 1:32,272  | −         | 23         |
| 2        | Carlos Sainz Jr. | Ferrari               | 1:32,626  | +0,354    | 14         |
| 3        | Charles Leclerc  | Ferrari               | 1:32,909  | +0,637    | 20         |
| 4        | Lewis Hamilton   | Mercedes              | 1:33,255  | +0,983    | 22         |
| 5        | Sergio Pérez     | Red Bull-RBPT         | 1:33,293  | +1,021    | 25         |
| 6        | George Russell   | Mercedes              | 1:33,376  | +1,104    | 18         |
| 7        | Fernando Alonso  | Alpine-Renault        | 1:33,505  | +1,233    | 18         |
| 8        | Alexander Albon  | Williams-Mercedes     | 1:33,558  | +1,286    | 19         |
| 9        | Lando Norris     | McLaren-Mercedes      | 1:33,669  | +1,397    | 16         |
| 10       | Cunoda Júki      | AlphaTauri-RBPT       | 1:33,751  | +1,479    | 19         |
| 11       | Daniel Ricciardo | McLaren-Mercedes      | 1:33,788  | +1,516    | 17         |
| 12       | Nicholas Latifi  | Williams-Mercedes     | 1:33,841  | +1,569    | 16         |
| 13       | Pierre Gasly     | AlphaTauri-RBPT       | 1:33,869  | +1,597    | 18         |
| 14       | Valtteri Bottas  | Alfa Romeo-Ferrari    | 1:33,872  | +1,600    | 20         |
| 15       | Csou Kuan-jü     | Alfa Romeo-Ferrari    | 1:33,911  | +1,639    | 19         |
| 16       | Kevin Magnussen  | Haas-Ferrari          | 1:34,031  | +1,759    | 23         |
| 17       | Esteban Ocon     | Alpine-Renault        | 1:34,122  | +1,850    | 18         |
| 18       | Lance Stroll     | Aston Martin-Mercedes | 1:34,177  | +1,905    | 20         |
| 19       | Mick Schumacher  | Haas-Ferrari          | 1:34,222  | +1,950    | 12         |
| 20       | Sebastian Vettel | Aston Martin-Mercedes | 1:34,536  | +2,264    | 11         |

## Időmérő edzés
A francia nagydíj időmérő edzését július 23-án, szombat délután tartották, magyar idő szerint 16:00-tól.
| helyezés              | rajtszám | versenyző        | csapat/motor          | 1. rész     | 2. rész  | 3. rész    | rajthely | futott kör |
| --------------------- | -------- | ---------------- | --------------------- | ----------- | -------- | ---------- | -------- | ---------- |
| 1                     | 16       | Charles Leclerc  | Ferrari               | 1:31,727    | 1:31,216 | 1:30,872   | 1        | 17         |
| 2                     | 1        | Max Verstappen   | Red Bull-RBPT         | 1:31,891    | 1:31,990 | 1:31,176   | 2        | 14         |
| 3                     | 11       | Sergio Pérez     | Red Bull-RBPT         | 1:32,354    | 1:32,120 | 1:31,335   | 3        | 20         |
| 4                     | 44       | Lewis Hamilton   | Mercedes              | 1:33,041    | 1:32,274 | 1:31,765   | 4        | 19         |
| 5                     | 4        | Lando Norris     | McLaren-Mercedes      | 1:32,672    | 1:32,777 | 1:32,032   | 5        | 14         |
| 6                     | 63       | George Russell   | Mercedes              | 1:33,109    | 1:32,633 | 1:32,131   | 6        | 20         |
| 7                     | 14       | Fernando Alonso  | Alpine-Renault        | 1:32,819    | 1:32,631 | 1:32,552   | 7        | 17         |
| 8                     | 22       | Cunoda Júki      | AlphaTauri-RBPT       | 1:33,394    | 1:32,836 | 1:32,780   | 8        | 20         |
| 9                     | 55       | Carlos Sainz Jr. | Ferrari               | 1:32,297    | 1:31,081 | idő nélkül | 19[a]    | 10         |
| 10                    | 20       | Kevin Magnussen  | Haas-Ferrari          | 1:32,756    | 1:32,649 | idő nélkül | 20[a]    | 9          |
| 11                    | 3        | Daniel Ricciardo | McLaren-Mercedes      | 1:33,404    | 1:32,922 |            | 9        | 12         |
| 12                    | 31       | Esteban Ocon     | Alpine-Renault        | 1:33,346    | 1:33,048 |            | 10       | 12         |
| 13                    | 77       | Valtteri Bottas  | Alfa Romeo-Ferrari    | 1:33,034    | 1:33,052 |            | 11       | 13         |
| 14                    | 5        | Sebastian Vettel | Aston Martin-Mercedes | 1:33,285    | 1:33,276 |            | 12       | 15         |
| 15                    | 23       | Alexander Albon  | Williams-Mercedes     | 1:33,423    | 1:33,307 |            | 13       | 11         |
| 16                    | 10       | Pierre Gasly     | AlphaTauri-RBPT       | 1:33,439[b] |          |            | 14       | 7          |
| 17                    | 18       | Lance Stroll     | Aston Martin-Mercedes | 1:33,439[b] |          |            | 15       | 9          |
| 18                    | 24       | Csou Kuan-jü     | Alfa Romeo-Ferrari    | 1:33,674    |          |            | 16       | 8          |
| 19                    | 47       | Mick Schumacher  | Haas-Ferrari          | 1:33,701    |          |            | 17       | 9          |
| 20                    | 6        | Nicholas Latifi  | Williams-Mercedes     | 1:33,794    |          |            | 18       | 6          |
| 107%-os idő: 1:38,148 |          |                  |                       |             |          |            |          |            |

Megjegyzések:
- ↑ a:  — Carlos Sainz Jr. és Kevin Magnussen a mezőny végéről kell megkezdje a versenyt, mert túllépte az erőforrás-egységeket kvótáját.[4]
- ↑ b:  — Pierre Gasly és Lance Stroll azonos köridőt ért el az időmérőn, de a francia került előrébb, mert ő hamarabb érte el.

## Futam
A francia nagydíj július 24-én, vasárnap rajtolt el, magyar idő szerint 15:00-kor.
| helyezés | rajtszám | versenyző        | csapat/motor          | futott kör | idő/kiesés oka   | rajthely | pont  |
| -------- | -------- | ---------------- | --------------------- | ---------- | ---------------- | -------- | ----- |
| 1        | 1        | Max Verstappen   | Red Bull-RBPT         | 53         | 1:30:02,112      | 2        | 25    |
| 2        | 44       | Lewis Hamilton   | Mercedes              | 53         | +10,587          | 4        | 18    |
| 3        | 63       | George Russell   | Mercedes              | 53         | +16,495          | 6        | 15    |
| 4        | 11       | Sergio Pérez     | Red Bull-RBPT         | 53         | +17,310          | 3        | 12    |
| 5        | 55       | Carlos Sainz Jr. | Ferrari               | 53         | +28,872          | 19       | 11[a] |
| 6        | 14       | Fernando Alonso  | Alpine-Renault        | 53         | +42,879          | 7        | 8     |
| 7        | 4        | Lando Norris     | McLaren-Mercedes      | 53         | +52,026          | 5        | 6     |
| 8        | 31       | Esteban Ocon     | Alpine-Renault        | 53         | +56,959          | 10       | 4     |
| 9        | 3        | Daniel Ricciardo | McLaren-Mercedes      | 53         | +1:00,372        | 9        | 2     |
| 10       | 18       | Lance Stroll     | Aston Martin-Mercedes | 53         | +1:02,549        | 15       | 1     |
| 11       | 5        | Sebastian Vettel | Aston Martin-Mercedes | 53         | +1:04,494        | 12       |       |
| 12       | 10       | Pierre Gasly     | AlphaTauri-RBPT       | 53         | +1:05,448        | 14       |       |
| 13       | 23       | Alexander Albon  | Williams-Mercedes     | 53         | +1:08,565        | 13       |       |
| 14       | 77       | Valtteri Bottas  | Alfa Romeo-Ferrari    | 53         | +1:16,666        | 11       |       |
| 15       | 47       | Mick Schumacher  | Haas-Ferrari          | 53         | +1:20,394        | 17       |       |
| 16[b]    | 24       | Csou Kuan-jü     | Alfa Romeo-Ferrari    | 47         | erőforrás[b]     | 16       |       |
| Ki       | 6        | Nicholas Latifi  | Williams-Mercedes     | 40         | baleseti sérülés | 18       |       |
| Ki       | 20       | Kevin Magnussen  | Haas-Ferrari          | 37         | baleseti sérülés | 20       |       |
| Ki       | 16       | Charles Leclerc  | Ferrari               | 17         | baleset          | 1        |       |
| Ki       | 22       | Cunoda Júki      | AlphaTauri-RBPT       | 17         | baleseti sérülés | 8        |       |

Megjegyzések:
- ↑ a:  Carlos Sainz Jr. a helyezéséért járó pontok mellett a versenyben futott leggyorsabb körért további 1 pontot szerzett.
- ↑ b:  Csou Kuan-jü nem fejezte be a futamot, de helyezését értékelték, mivel a versenytáv több, mint 90%-át teljesítette. 5 másodperces időbüntetést kapott, Mick Schumacherrel való ütközéséért, de ez nem változtatott az eredményén.[5]

## A világbajnokság állása a verseny után
| H   | Versenyzők       | Pont | H   | Konstruktőrök         | Pont |
| --- | ---------------- | ---- | --- | --------------------- | ---- |
| 1.  | Max Verstappen   | 233  | 1.  | Red Bull-RBPT         | 396  |
| 2.  | Charles Leclerc  | 170  | 2.  | Ferrari               | 314  |
| 3.  | Sergio Pérez     | 163  | 3.  | Mercedes              | 270  |
| 4.  | Carlos Sainz Jr. | 144  | 4.  | Alpine-Renault        | 93   |
| 5.  | George Russell   | 143  | 5.  | McLaren-Mercedes      | 89   |
| 6.  | Lewis Hamilton   | 127  | 6.  | Alfa Romeo-Ferrari    | 51   |
| 7.  | Lando Norris     | 70   | 7.  | Haas-Ferrari          | 34   |
| 8.  | Esteban Ocon     | 56   | 8.  | AlphaTauri-RBPT       | 27   |
| 9.  | Valtteri Bottas  | 46   | 9.  | Aston Martin-Mercedes | 19   |
| 10. | Fernando Alonso  | 37   | 10. | Williams-Mercedes     | 3    |

(A teljes táblázat)

## Statisztikák
- Vezető helyen:
  - Charles Leclerc:  17 kör (1-17)
  - Lewis Hamilton: 1 kör (18)
  - Max Verstappen: 35 kör (19-53)
- Charles Leclerc 16. pole-pozíciója.
- A Ferrari 238. pole-pozíciója.
- Max Verstappen 27. futamgyőzelme.
- Carlos Sainz Jr. 3. versenyben futott leggyorsabb köre.
- A Red Bull Racing 83. futamgyőzelme.
- Max Verstappen 69., Lewis Hamilton 187., George Russell 5. dobogós helyezése.
- Lewis Hamilton 300. nagydíja.[6]